# Maija Vilkkumaa

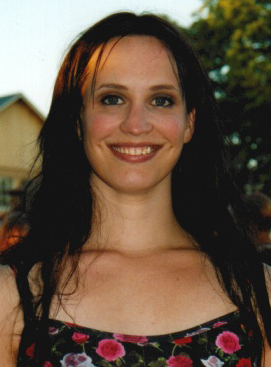
Maija Vilkkumaa.

Maija Johanna Vilkkumaa (Helsinki 9 de noviembre de 1973) es una afamada cantautora finlandesa de música rock-pop

## Discografía

### Álbumes
- Pitkä ihana leikki (1999 - FIN #3)
- Meikit, ketjut ja vyöt (2001 - FIN #1)
- Ei (2003 - FIN #1)
- Se ei olekaan niin (2005 - FIN #1)
- Totuutta ja tehtävää (2006 - FIN #4)
- Ilta Savoyssa (2007 - FIN #12)
- Superpallo (2008 - FIN #1)